# Danmarks Hurtigste Bil
Danmarks Hurtigste Bil (DHB) er en årlig dansk bilfestival som har været afholdt siden 1998. Tidligere blev den afviklet på Flyvestation Vandels arealer, men siden 2016 er den blevet afholdt på Padborg Park. 

## Historie
Festivalen blev første gang arrangeret i 1998 på den nedlagte Flyvestation Vandel, hvor man kunne benytte landingsbanen til racerløb og andre konkurrencer. Med undtagelse af ét år som foregik på Padborg Park, blev alle festivaler til og med 2015 afholdt i Vandel. Festivalen havde 15.000 gæster over én weekend i 2015. I 2016 flyttede DHB til Padborg, efter at Bregentved Gods, ejeren af flyvestationen, og arrangørerne af festivalen ikke kunne blive enige om pris og vilkår for en ny kontrakt.
Det var Bil Magasinet som i 1998 startede Danmarks Hurtigste Bil. Indtil 2013 var festivalen ejet af magasinet V-Max. Da V-Max lukkede overtog selskabet Bazoom drift og ejerskab af DHB. I oktober 2015 var det selskabet bagved Padborg Park som overtog festivalen.